# Пикс, Анна Белл
Анна Белл Пикс (англ. Anna Bell Peaks; род. 26 июля 1981, Чатсворт, Калифорния, США) — американская порноактриса и эротическая фотомодель.

## Биография
Эйприл Галлахер родилась 26 июля 1981 года в Чатсворте, в Долине Сан-Фернандо города Лос-Анджелеса, Калифорния. После окончания школы, поступила в университет, где училась на бухгалтера .Чтобы оплатить учебу, ей пришлось работать в эротическом видеочате, где получала довольно большую прибыль.

## Карьера
Прежде чем начать сниматься в порно, она до 34 лет работала в эротическом чате. Она, как и другие порноактрисы, которые начали свою карьеру в порно в возрасте более тридцати лет, была отнесена к категории MILF.
Её тело имеет огромное количество татуировок. Первое тату она сделала в возрасте 18 лет и сейчас у неё 27 татуировок.
В 2016 году была номинирована на премию «AVN Awards» за лучшую роль в фильме «I Love Big Toys 41».
В 2017 году получила две номинации на премию «XBIZ Award» в категориях «Лучшая старлетка» и «Лучшая актриса второго плана» за фильм «Suicide Squad XXX: An Axel Braun Parody».
Обладательница пяти премий «Inked Awards» (2015, 2016). Также имеет ряд номинаций на премии «NightMoves Awards», «Inked Awards» и другие.
На сегодняшний день она снялась в более 90 фильмах в таких порностудиях, как Evil Angel, Elegant Angel, Digital Sin, Wicked, Reality Kings, Pure Play Media, Naughty America, New Sensations, Digital Playground и Brazzers.

## Избранная фильмография
- Dominance and Submission
- Inked Angels 5
- Lesbians and Their Big Toys
- Lex’s Tattooed Vixens
- My Hotwife’s Gangbang 3
- Thou Shalt Not Print Marks Upon Thee
- Whore’s Ink 3 (2016)
- Suicide Squad XXX: An Axel Braun Parody (2016)

## Награды и номинации
| Год  | Церемония             | Результат | Номинация                                          | Фильм                                      |
| ---- | --------------------- | --------- | -------------------------------------------------- | ------------------------------------------ |
| 2015 | Inked Awards          | Победа    | Эротический видеочат года                          | н/д                                        |
| 2015 | Inked Awards          | Номинация | Лучшая задница                                     | н/д                                        |
| 2015 | Inked Awards          | Победа    | Идеальная киска                                    | н/д                                        |
| 2015 | Inked Awards          | Номинация | Лучшие сиськи                                      | н/д                                        |
| 2015 | Inked Awards          | Номинация | Королева СМИ                                       | н/д                                        |
| 2015 | Nightmoves            | Номинация | Лучшие чернила                                     | н/д                                        |
| 2015 | Nightmoves Fan Awards | Номинация | Лучшие чернила                                     | н/д                                        |
| 2016 | AVN Award             | Номинация | Самый горячий новичок                              | н/д                                        |
| 2016 | AVN Award             | Номинация | Самая большая вебзнаменитость                      | н/д                                        |
| 2016 | AVN Award             | Номинация | Лучшая сцена стриптиза                             | I Love Big Toys 41                         |
| 2016 | Nightmoves            | Номинация | Лучшая полнометражная танцовщица «Взрослой звезды» | н/д                                        |
| 2016 | Nightmoves            | Номинация | Лучшее присутствие в Интернете                     | н/д                                        |
| 2016 | Nightmoves Fan Awards | Номинация | Лучшая полнометражная танцовщица «Взрослой звезды» | н/д                                        |
| 2016 | Nightmoves Fan Awards | Номинация | Лучшее присутствие в Интернете                     | н/д                                        |
| 2016 | Inked Awards          | Номинация | Лучшая групповая сцена                             | I Banged My Tattooed Stepsister in the Ass |
| 2016 | Inked Awards          | Победа    | Звездочка года                                     | н/д                                        |
| 2016 | Inked Awards          | Победа    | Сайт лучшей модели                                 | н/д                                        |
| 2016 | Inked Awards          | Номинация | Королева социальных сетей                          | н/д                                        |
| 2016 | Inked Awards          | Победа    | Идеальное влагалище                                | н/д                                        |